# Feel the Passion
A Feel the Passion (magyarul: Érezd a szenvedélyt) egy popdal, mely Albániát képviselte a 2011-es Eurovíziós Dalfesztiválon Düsseldorfban. A dalt az albán Aurela Gaçe adta elő angol és albán kevert nyelven.
A dal a negyvenkilencedik alkalommal megrendezett albán zenei fesztivál, a Festivali i Këngës döntőjében, 2010. december 25-én nyerte el az indulási jogot. A fesztiválon albán nyelven, Kënga ime (Az én dalom) címmel adták elő. Aurela Gaçe 82 ponttal nyerte meg a fesztivált, így hazáját ő képviselheti a 2011-es Eurovíziós Dalversenyen.
A dalt ez Eurovíziós Dalfesztiválon először a május 10-én rendezett első elődöntőben adták elő, a fellépési sorrendben harmadikként, a norvég Stella Mwangi Haba haba című dala után, és az örmény Emmy Boom Boom című dala előtt. Az elődöntőben 47 ponttal a tizennegyedik helyen végzett, így nem jutott tovább a május 14-i döntőbe. Albániának ez 2007 óta először nem sikerült.
A következő albán induló Rona Nishliu Suus című dala volt a 2012-es Eurovíziós Dalfesztiválon.

## Lásd még
- Aurela Gaçe
- Festivali i Këngës
- 2011-es Eurovíziós Dalfesztivál